# Canuellopsis swedmarki
Canuellopsis swedmarki is een eenoogkreeftjessoort uit de familie van de Canuellidae. De wetenschappelijke naam van de soort is voor het eerst geldig gepubliceerd in 1964 door Por.